# Soulan
Soulan ist eine französische Gemeinde mit 391 Einwohnern (Stand 1. Januar 2022) im Département Ariège in der Region Okzitanien. Sie gehört zum Kanton Couserans Est und zum Arrondissement Saint-Girons.

## Lage
Das Dorf liegt in den französischen Pyrenäen und grenzt im Norden an Rivèrenert, im Osten an Biert, im Südosten an Aleu, im Süden an Ercé, im Südwesten an Oust, im Westen Soueix-Rogalle und im Nordwesten an Erp.

## Bevölkerungsentwicklung
| Jahr      | 1962 | 1968 | 1975 | 1982 | 1990 | 1999 | 2008 | 2015 |
| --------- | ---- | ---- | ---- | ---- | ---- | ---- | ---- | ---- |
| Einwohner | 425  | 411  | 390  | 335  | 307  | 324  | 345  | 362  |